# Mesa Vista
Mesa Vista is een gehucht en census-designated place in de Amerikaanse staat Californië. Het ligt in het dunbevolkte Alpine County in het Sierra Nevada-gebergte. In 2010 woonden er 200 mensen, tegenover 182 in 2000.

## Geografie
De totale oppervlakte van de CDP Mesa Vista bedraagt 12,627 km².
Het gehucht ligt ten noorden van de California State Route 88 ten noordoosten van Woodfords en Alpine Village, ten westen van Paynesville en ten zuiden van Fredericksburg. De dichtstbijzijnde steden zijn Carson City in het noorden (30 minuten rijden) en South Lake Tahoe in het noordwesten (40 minuten). 

## Demografie
In 2010 woonden er volgens het United States Census Bureau 200 mensen in Mesa Vista. De etnische samenstelling was als volgt: 178 (89,0%) blanken, 15 (7,5%) indianen en 2 (1,0%) Aziatische Amerikaan. Verder identificeerden 5 (2,5%) inwoners zich als multiraciaal. In totaal identificeerden 11 personen (5,5%) zich als hispanic of latino.